# Rhinobatos variegatus
Rhinobatos variegatus är en rockeart som beskrevs av Nair och Lal Mohan 1973. Rhinobatos variegatus ingår i släktet gitarrfiskar, och familjen Rhinobatidae. IUCN kategoriserar arten globalt som otillräckligt studerad. Inga underarter finns listade i Catalogue of Life.